# Reprezentacja Finlandii w futsalu mężczyzn
Reprezentacja Finlandii w futsalu – zespół futsalowy, biorący udział w imieniu Finlandii w meczach i sportowych imprezach międzynarodowych, powoływany przez selekcjonera, w którym mogą występować wyłącznie zawodnicy posiadający obywatelstwo fińskie. Za jego funkcjonowanie odpowiedzialny jest Suomen Palloliitto.

## Udział w mistrzostwach świata
- 1989 – Nie zakwalifikowała się
- 1989 – Nie zakwalifikowała się
- 1996 – Nie zakwalifikowała się
- 2000 – Nie zakwalifikowała się
- 2004 – Nie zakwalifikowała się
- 2008 – Nie zakwalifikowała się
- 2012 – Nie zakwalifikowała się

## Udział w mistrzostwach Europy
- 1996 – Nie zakwalifikowała się
- 1999 – Nie zakwalifikowała się
- 2001 – Nie zakwalifikowała się
- 2003 – Nie zakwalifikowała się
- 2005 – Nie zakwalifikowała się
- 2007 – Nie zakwalifikowała się
- 2010 – Nie zakwalifikowała się
- 2012 – Nie zakwalifikowała się